# Коваленко, Александр Юрьевич
Алекса́ндр Ю́рьевич Ковале́нко (род. 8 мая 1963, Бобруйск, Могилёвская область) — советский легкоатлет, бронзовый призёр Олимпийских игр. Мастер спорта международного класса.

## Карьера
В 1987 году на чемпионате мира занял четвёртое место в тройном прыжке.
На Олимпиаде 1988 года завоевал бронзовую медаль, уступив соотечественнику Игорю Лапшину и болгарину Христо Маркову. Через четыре года в Барселоне стал седьмым.